# Leonhard Euler
|  | «Euler» redirigeix aquí. Vegeu-ne altres significats a «Euler (desambiguació)». |

Leonhard Euler   (Basilea, 15 d'abril de 1707 - Sant Petersburg, 18 de setembre de 1783) fou un matemàtic i físic suís que va viure a Rússia i al Regne de Prússia durant la major part de la seva vida. Euler va fer importants descobriments en camps tan diversos com el càlcul o la teoria de grafs. També va introduir una gran part de la notació i terminologia matemàtica moderna, particularment en l'anàlisi matemàtica, com la noció de funció. És notable també la seva aportació en mecànica, òptica i astronomia.
És considerat un dels matemàtics més brillants de la història (conjuntament amb altres com Arquimedes, Gauss o Newton) i el més important del segle xviii. També en fou un dels més prolífics; les seves obres completes omplirien una vuitantena de llibres. Una frase atribuïda a Pierre-Simon Laplace dona idea de la gran influència que Euler tingué en matemàtiques: Llegiu Euler, llegiu Euler, ell és el mestre de tots nosaltres. Euler apareix en un bitllet suís de 10 francs i en diversos segells de Rússia, Alemanya i Suïssa. A més, l'asteroide 2002 Euler va ser batejat en honor seu i apareix en el calendari de sants de l'Església luterana.

## Biografia

### Joventut
Euler va néixer a Basilea (Suïssa), fill de Paul Euler, un pastor de l'Església reformista, i de Marguerite Brucker, filla també d'un pastor. Tenia dues germanes petites, Anna Maria i Maria Magdalena. Poc després del seu naixement, la seva família aniria a viure a Riehen, on Euler passaria gran part de la seva infantesa. Les famílies d'Euler i de Bernoulli eren amigues i és notable la influència que Johann Bernoulli hauria exercit en Euler durant els primers anys de la seva vida. La seva educació va començar a Basilea, on Euler va anar a viure amb la seva àvia. A l'edat de 13 anys, es matriculà a la Universitat de Basilea, i amb només 16 anys va rebre un màster en filosofia per la seva tesi en què comparava les filosofies de Descartes i Newton. Durant aquest període, Euler rebia classes particulars de Johann Bernoulli, que ràpidament descobrí el gran talent que tenia per a les matemàtiques.
En aquest moment, Euler estava estudiant teologia, grec i hebreu, per ordre del seu pare, que volia que Euler el succeís com a pastor. Fou Bernoulli qui el convencé que el seu fill estava destinat a ser un gran matemàtic. L'any 1726, Euler completà la seva tesi doctoral sobre la propagació del so, i el 1727 participà en un concurs organitzat per l'Acadèmia de Ciències de París que proposava trobar la millor manera de col·locar els mastelers en un vaixell. Euler hi quedà segon, només superat per Pierre Bouguer, que s'havia de convertir en el pare de l'arquitectura naval. Tanmateix, Euler guanyà el concurs 12 cops al llarg de la seva carrera.

### Sant Petersburg
En aquesta època, els dos fills de Johann Bernoulli, Daniel i Nicolas, treballaven a l'Acadèmia Russa de les Ciències a Sant Petersburg. El juliol del 1726, Nicolas morí d'apendicitis després de passar un any a Rússia i, quan Daniel assumí la plaça del seu germà a la secció de Matemàtiques i Física, recomanà Euler per a la plaça que ell mateix havia deixat vacant al departament de fisiologia. Euler declinà l'oferta mentre sol·licitava un lloc de professor a la Universitat de Basilea, però quan aquest li fou denegat, fou a trobar-se a Sant Petersburg amb el seu bon amic.
Allí, ambdós col·laboraren estretament en el departament de matemàtiques, alhora que Euler compaginava la seva recerca amb una feina de metge en la marina russa.

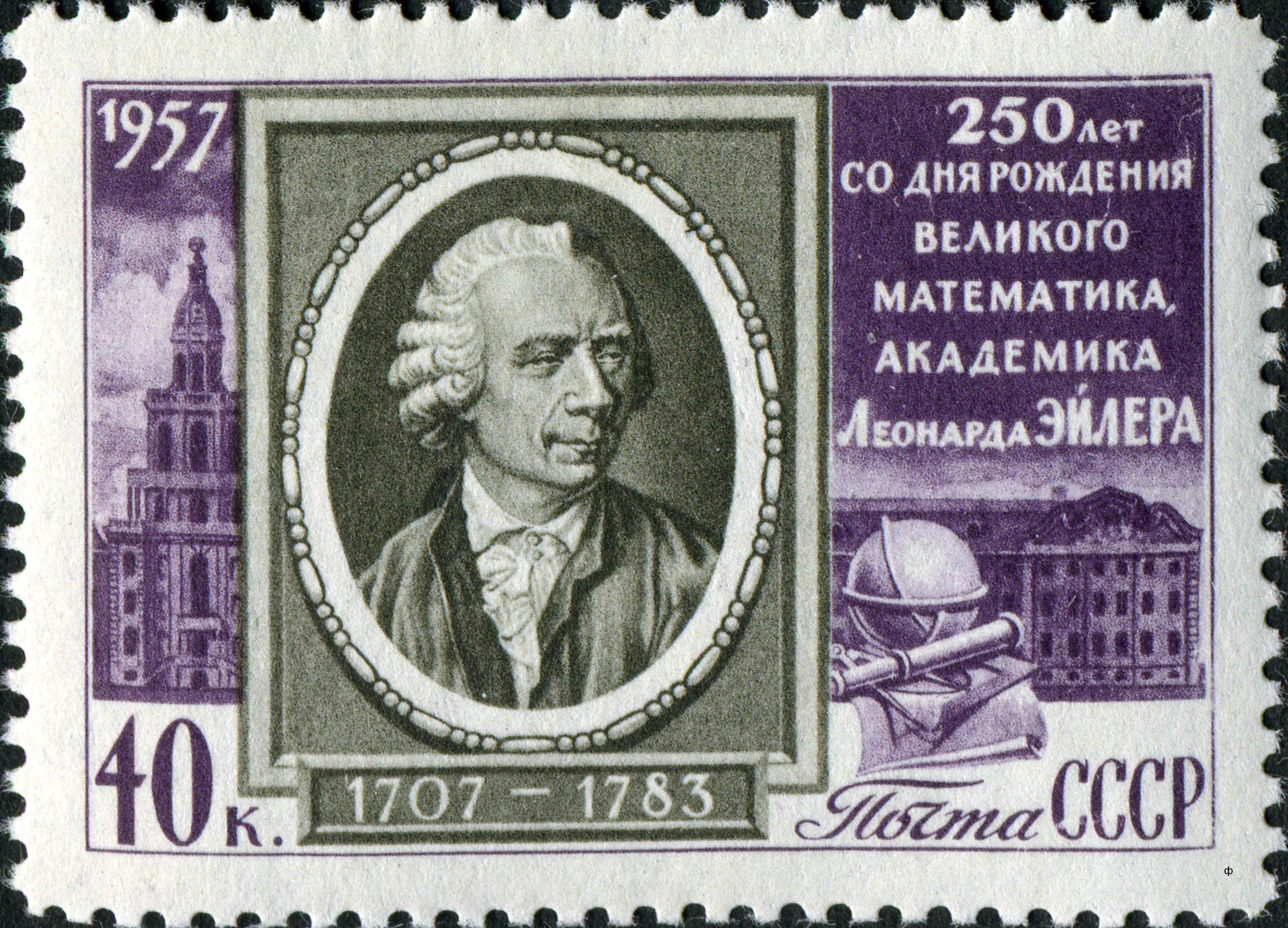
Segell de l'any 1957 de l'antiga Unió Soviètica commemorant el 250 aniversari del naixement d'Euler. El text diu: "250 anys des del naixement del gran matemàtic i acadèmic Leonhard Euler"

Euler va arribar a la capital russa el 17 de maig del 1727. Va ser ascendit des del seu lloc al departament mèdic de l'acadèmia a un lloc al departament de matemàtiques, en què va treballar amb Daniel Bernoulli, sovint en estreta col·laboració. Euler va aprendre l'idioma rus i es va establir finalment a Sant Petersburg. Fins i tot, va arribar a exercir com a metge de l'armada russa.
L'Acadèmia de Sant Petersburg, creada per Pere I el Gran, tenia l'objectiu de millorar el nivell educatiu a Rússia i reduir la diferència científica existent entre aquell país i l'Europa occidental. Com a resultat, es van implementar una sèrie de mesures per atreure erudits estrangers com Euler. L'acadèmia tenia amplis recursos financers i una biblioteca molt extensa, extreta directament de les biblioteques privades de Pere I i de la noblesa. L'Acadèmia admetia un nombre molt limitat d'estudiants per facilitar la feina de l'ensenyament, al mateix temps que destacava la tasca d'investigació i s'oferia tant la facultat com el temps o la llibertat per resoldre qüestions científiques.
Malgrat això, la principal benefactora de l'Acadèmia, l'emperadriu Caterina I de Rússia, que havia continuat amb les polítiques progressistes del seu marit, va morir el mateix dia de l'arribada d'Euler a Rússia. La seva mort va incrementar el poder dels nobles, i va deixar el lloc al nou emperador Pere II de Rússia, que en aquella època era tan sols un nen de dotze anys. Els nobles sospitaven dels científics estrangers de l'Acadèmia, per la qual cosa van retallar la quantitat de diners que s'hi dedicaven i això va provocar una altra sèrie de dificultats per a Euler i els seus col·legues.
Les condicions van millorar lleugerament després de la mort de Pere II, i Euler va ser a poc a poc ascendit en la jerarquia de l'Acadèmia, i es va convertir en professor de física el 1731. Dos anys més tard, Daniel Bernoulli, fart de les dificultats que li plantejaven la censura i l'hostilitat a què s'enfrontava a Sant Petersburg, va deixar la ciutat i va tornar a Basilea. Euler va ser-ne el successor com a director del departament de matemàtiques.
El 7 de gener del 1734, Euler es va casar amb Katharina Gsell, filla d'un pintor de l'Acadèmia. La jove parella es va comprar una casa al costat del riu Neva i va concebre fins a tretze fills, encara que només cinc en van sobreviure fins a l'edat adulta.

### Berlín
Preocupat pels esdeveniments polítics que succeïen a Rússia, Euler va marxar de Sant Petersburg el 19 de juny del 1741 per acceptar un càrrec a l'Acadèmia de Berlín, càrrec que li havia estat ofert per Frederic II el Gran, rei de Prússia. Va viure vint-i-cinc anys a Berlín, on va escriure més de 380 articles. També va publicar-hi dos de les seves obres principals: la Introductio in analysin infinitorum, un text sobre les funcions matemàtiques, publicat el 1748, i la Institutiones calculi differentialis, publicada el 1755 i que tractava sobre el càlcul diferencial.
A més a més, se li va oferir un lloc com a tutor de la princesa d'Anhalt-Dessau, la neboda de Frederic. Euler va escriure més de 200 cartes dirigides a la princesa que, més tard, serien recopilades en un volum titulat Cartes d'Euler sobre diferents temes de filosofia natural dirigides a una princesa alemanya. Aquest treball recopilava l'exposició d'Euler sobre diversos temes de física i matemàtiques, així com una visió de la seva personalitat i de les seves creences religioses. El llibre es va convertir en el més llegit de totes les seves obres, i va ser publicat per tot el continent europeu i als Estats Units. La popularitat que van arribar a tenir aquestes Cartes serveix de testimoni sobre l'habilitat d'Euler per a comunicar qüestions científiques a una audiència menys qualificada.
Malgrat això i malgrat la immensa contribució d'Euler al prestigi de l'Acadèmia, va ser finalment obligat a deixar Berlín. El motiu d'això va ser, en part, un conflicte de personalitat entre el matemàtic i el mateix Frederic, qui va arribar a veure Euler com una persona molt poc sofisticada, i especialment en comparació amb el cercle de filòsofs que el rei alemany havia aconseguit congregar a l'Acadèmia. Voltaire, en particular, era un d'aquests filòsofs, i tenia una posició destacada en el cercle social del rei. Euler, com a home senzill de caràcter religiós i treballador, era molt convencional en les seves creences i en els seus gustos, i representava en certa manera el contrari que Voltaire. Euler tenia coneixements limitats de retòrica, i solia debatre qüestions sobre les quals tenia pocs coneixements, la qual cosa el feia objectiu freqüent dels atacs del filòsof. Per exemple, Euler va protagonitzar diverses discussions metafísiques amb Voltaire, de les quals solia retirar-se enrabiat per la seva incapacitat en la retòrica i la metafísica. Frederic també va mostrar el seu descontentament amb les habilitats pràctiques d'enginyeria d'Euler:
| «                     | Volia tenir una bomba d'aigua al meu jardí: Euler va calcular la força necessària de les rodes per a elevar l'aigua a una reserva, des d'on després cauria a través de canalitzacions per a finalment acabar a Sanssouci. El meu molí va ser construït de forma geomètrica i no podia elevar una certa quantitat d'aigua des de més de cinc pisos fins a la reserva. Vanitat de les vanitats! Vanitat de la geometria! | » |
| — Frederic II el Gran | |   |

### Deteriorament de la visió

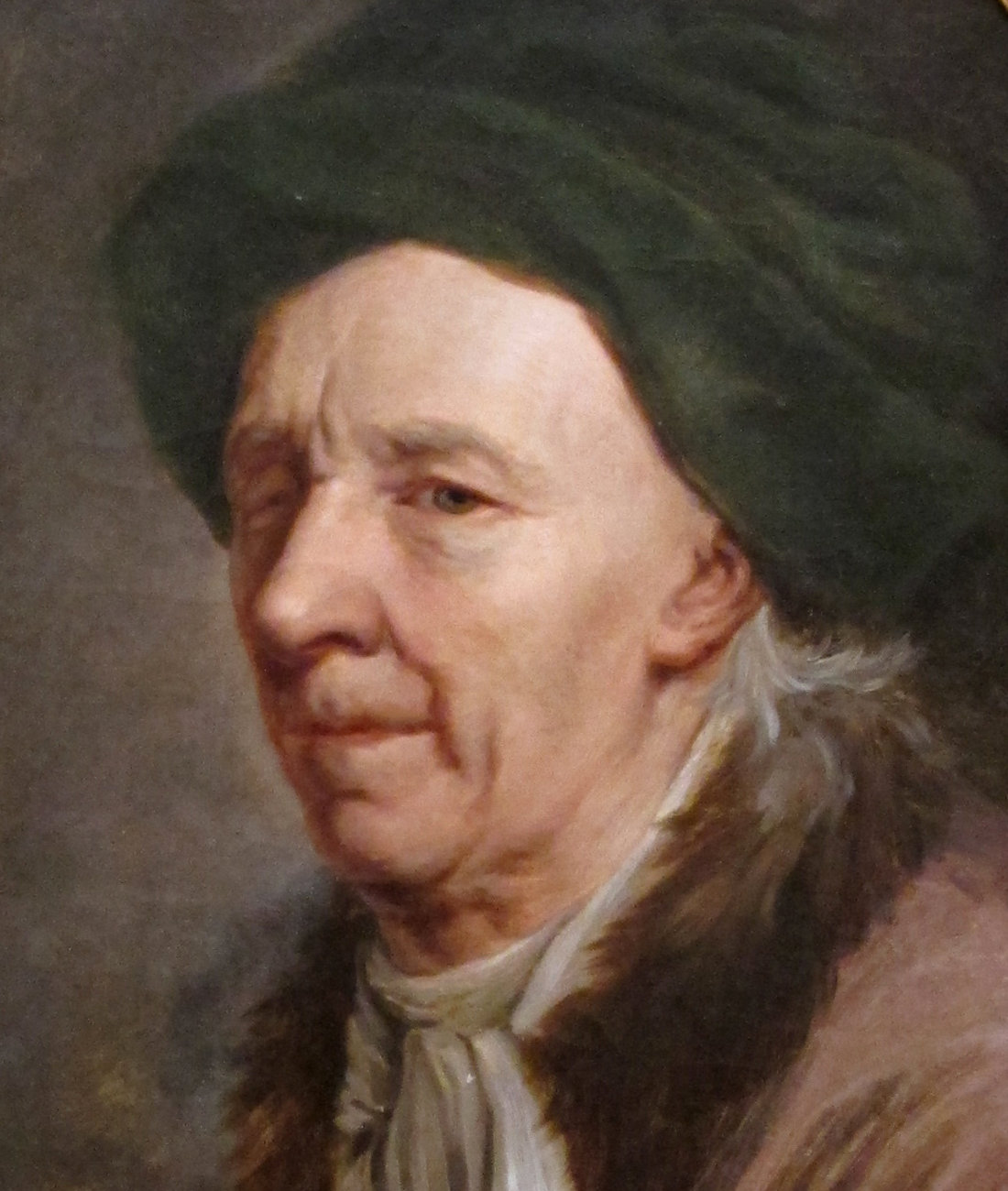
Retrat d'Euler de l'any 1778 pintat per Joseph Friedrich August Darbes. El retrat suggereix problemes amb el seu ull dret, així com un possible estrabisme. L'ull esquerre sembla sa, si bé més endavant Euler va tenir problemes de cataractes

La vista d'Euler va anar empitjorant al llarg de la seva vida. L'any 1735, Euler va patir unes febres quasi fatals i tres anys després d'aquest succés, es va quedar cec de l'ull dret. Tot i això, Euler preferí donar la culpa d'aquest fet a la feina de cartografia que realitzava per a l'Acadèmia de Sant Petersburg.
La vista d'aquest ull va empitjorar al llarg de la seva estada a Alemanya, fins al punt que Frederic feia referència a ell com el Cíclop. Euler, més tard, va sofrir cataractes en el seu ull sa, l'esquerre, cosa que el va deixar pràcticament cec poques setmanes després del diagnòstic. Tot i això, sembla que els seus problemes de visió no van afectar la seva productivitat intel·lectual, ja que ho va compensar amb la seva gran capacitat de càlcul mental i la seva memòria fotogràfica. Per exemple, Euler era capaç de repetir l'Eneida de Virgili des del començament fins al final i sense dubtar en cap moment, i a cada pàgina de l'edició era capaç d'indicar quina línia era la primera i quina era l'última. També se sabia de memòria les fórmules de trigonometria i les sis primeres potències dels 100 primers nombres primers.
Va passar els últims anys de la seva vida cec, a partir de 1772, però va continuar treballant. Molts treballs els va dictar al seu fill gran i al secretari que li va recomanar Daniel Bernoulli: Nicolaus Fuss.

### Retorn a Rússia
La situació a Rússia havia millorat molt després de la pujada de Caterina la Gran, per aquest motiu Euler va acceptar el 1766 una invitació per a tornar a l'Acadèmia de Sant Petersburg, per passar allà la resta de la seva vida. Malgrat això, la seva segona època a Rússia va estar marcada per la tragèdia: un incendi a Sant Petersburg el 1771 li va destruir casa seva i gairebé el mata, i el 1773 va perdre la seva dona que, en aquell moment, tenia 40 anys. Euler es va tornar a casar tres anys més tard.

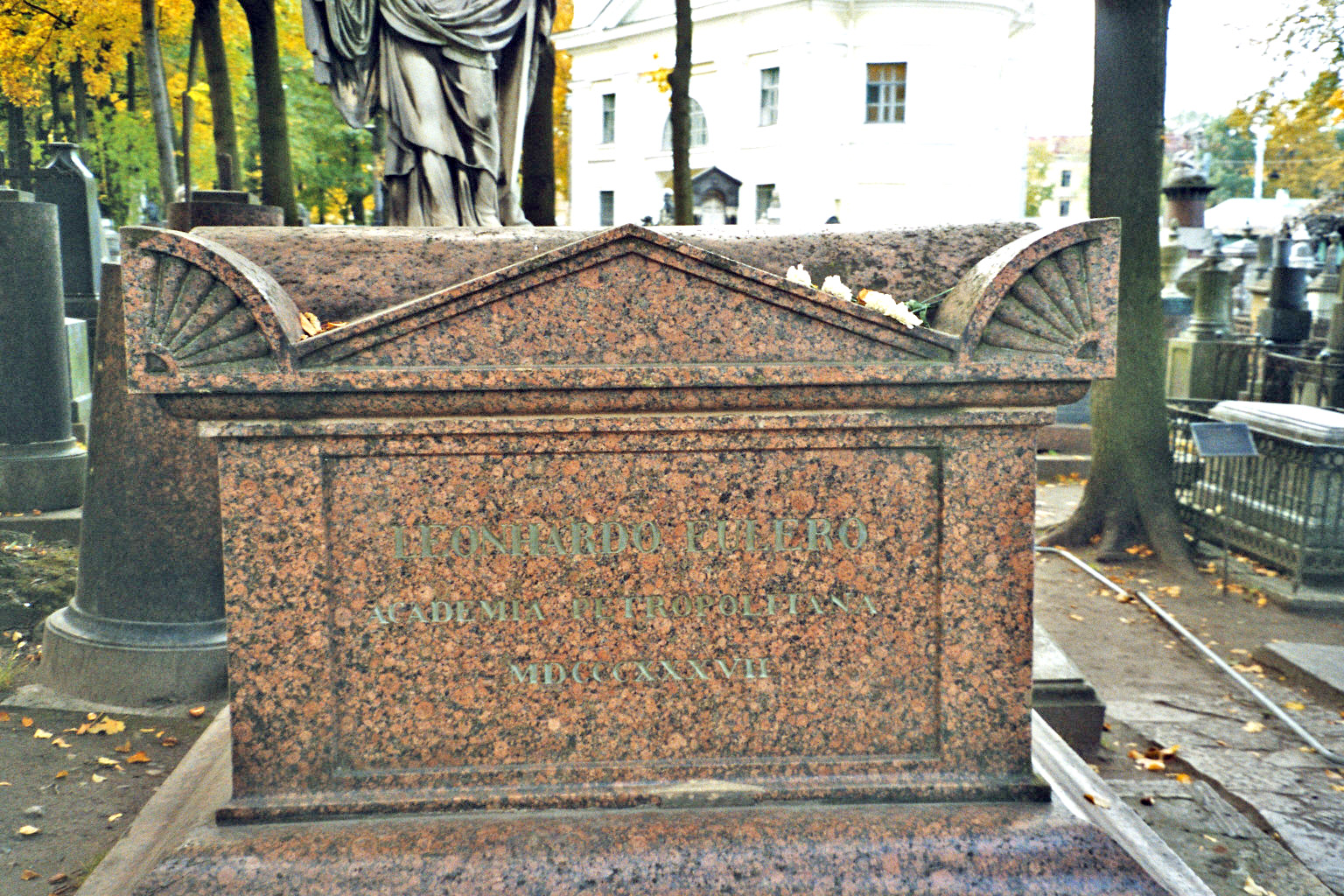
Tomba d'Euler, ubicada al monestir d'Alexandre Nevski.

Euler va morir el 18 de setembre del 1783 a la ciutat de Sant Petersburg després d'un ictus, i va ser enterrat al costat de la seva dona al Cementiri luterà de Smolensk. El 1957, les autoritats soviètiques van traslladar la seva tomba al cementiri del monestir ortodox d'Alexandre Nevski, on estan enterrats els personatges notables de la ciutat.
El matemàtic i filòsof francès Nicolas de Condorcet va escriure per a l'Acadèmia francesa un elogi per al funeral d'Euler.
| « | …il cessa de calculer et de vivre — … va deixar de calcular i de viure. | » |

Per la seva part, Nicolaus Fuss, deixeble d'Euler i secretari de l'Acadèmia Imperial de Sant Petersburg, va escriure un biografia seva així com una llista de les seves obres.

## Contribució a les matemàtiques i a altres àrees científiques
Euler, conjuntament amb Daniel Bernoulli, establí la llei que l'esforç de torsió d'una biga elàstica i prima és proporcional a l'elasticitat del material i al moment d'inèrcia d'una secció transversal sobre un eix a través del centre de gravetat i perpendicular al pla parell.
També deduí les equacions d'Euler, un conjunt de lleis de moviment en la dinàmica de fluids, directament de les lleis de moviment de Newton. Aquestes equacions són formalment idèntiques a les equacions de Navier-Stokes amb viscositat zero, i són interessants principalment per a l'estudi de les ones de xoc.
Feu importants contribucions també a la teoria de les equacions diferencials. En particular, és conegut per la creació d'una sèrie d'aproximacions d'Euler, les quals són utilitzades en mecànica computacional. La més famosa d'aquestes aproximacions es coneix amb el nom de mètode d'Euler.
En el camp de la teoria de nombres, inventà la funció phi d'Euler. La funció "phi" φ(n) d'un nombre natural no nul n es defineix com el nombre d'enters positius menors o iguals que n i coprimers amb n. Per exemple: φ(8) = 4, ja que els quatre nombres 1, 3, 5 i 7 són comprimers de 8.
En l'anàlisi matemàtica, Euler sintetitzà el càlcul diferencial de Leibniz amb el mètode de Newton.
El 1735, esdevingué popular en resoldre el problema de Basilea:
{\displaystyle \zeta (2)=\sum _{n=1}^{\infty }{\frac {1}{n^{2}}}={\frac {1}{1^{2}}}+{\frac {1}{2^{2}}}+{\frac {1}{3^{2}}}+{\frac {1}{4^{2}}}+\cdots ={\frac {\pi ^{2}}{6}}},
en què {\displaystyle \zeta (s)} és la funció zeta de Riemann.
També mostrà la utilitat, consistència i simplicitat de definir l'exponencial d'un nombre imaginari mitjançant la fórmula següent: 
{\displaystyle e^{ix}=\cos(x)+i\sin(x)\,}
Aquesta és la fórmula d'Euler, la qual situa en un rol fonamental la funció exponencial. En essència, totes les funcions elementals són variacions de la funció exponencial o bé són polinomis. La identitat d'Euler n'és una conseqüència evident:
{\displaystyle e^{i\pi }+1=0\,}
El 1735, definí la constant d'Euler-Mascheroni, la qual s'utilitza en equacions diferencials:
{\displaystyle \gamma =\lim _{n\rightarrow \infty }\left(1+{\frac {1}{2}}+{\frac {1}{3}}+{\frac {1}{4}}...+{\frac {1}{n}}-\log(n)\right)}
(no se sap si és irracional)
És codescobridor de la fórmula d'Euler-Maclaurin, que és molt utilitzada en el càlcul d'integrals complexes, sumes i sèries.
El 1739, publicà Tentamen novae theoriae musicae i fou un intent de combinar música i matemàtiques. En la seva biografia, comenta que l'obra era massa avançada matemàticament per als músics i massa musical per als matemàtics.
En economia, mostrà que si cada factor productiu és pagat a un preu igual al seu producte marginal, llavors (sota la llei de rendiments constants a escala) s'arriba a un equilibri i el mercat es buida.
En geometria i topologia algebraica, hi ha una relació anomenada característica d'Euler que relaciona en nombre de vores, vèrtexs i cares d'un poliedre connectat simplement. Donat un poliedre, la suma dels nombres de vèrtexs i de cares és sempre el nombre de vores més dos. ex: F - E + V = 2. Aquest teorema també s'aplica a qualsevol gràfic planar. Per a gràfics no planars, n'existeix una generalització: si el gràfic pot incloure's en un múltiple M, llavors F - E + V = χ(M), en què χ és la característica d'Euler del múltiple, una constant invariable sota deformacions contínues. La característica d'Euler d'un múltiple simplement connectat com ara una esfera o un pla és 2. Una generalització de la fórmula d'Euler per a qualsevol gràfic planars és: F - E + V - C = 1, en què C és el nombre de components del gràfic.
El 1736, Euler solucionà el problema conegut com els set ponts de Königsberg, publicant Solutio problematis ad geometriam situs pertinentis, que fou la primera aplicació de la teoria de grafs a la topologia. Tot i que la teoria de grafs, com la coneixem avui en dia, no va aparèixer fins al segle xx quan Dénes Kőnig va escriure el primer llibre que en parlava l'any 1936, ell va impulsar l'estudi dels grafs, però no els va inventar. També donà un resultat al problema del cavall. Podem trobar aquests resultats en la teoria de grafs d'Euler.

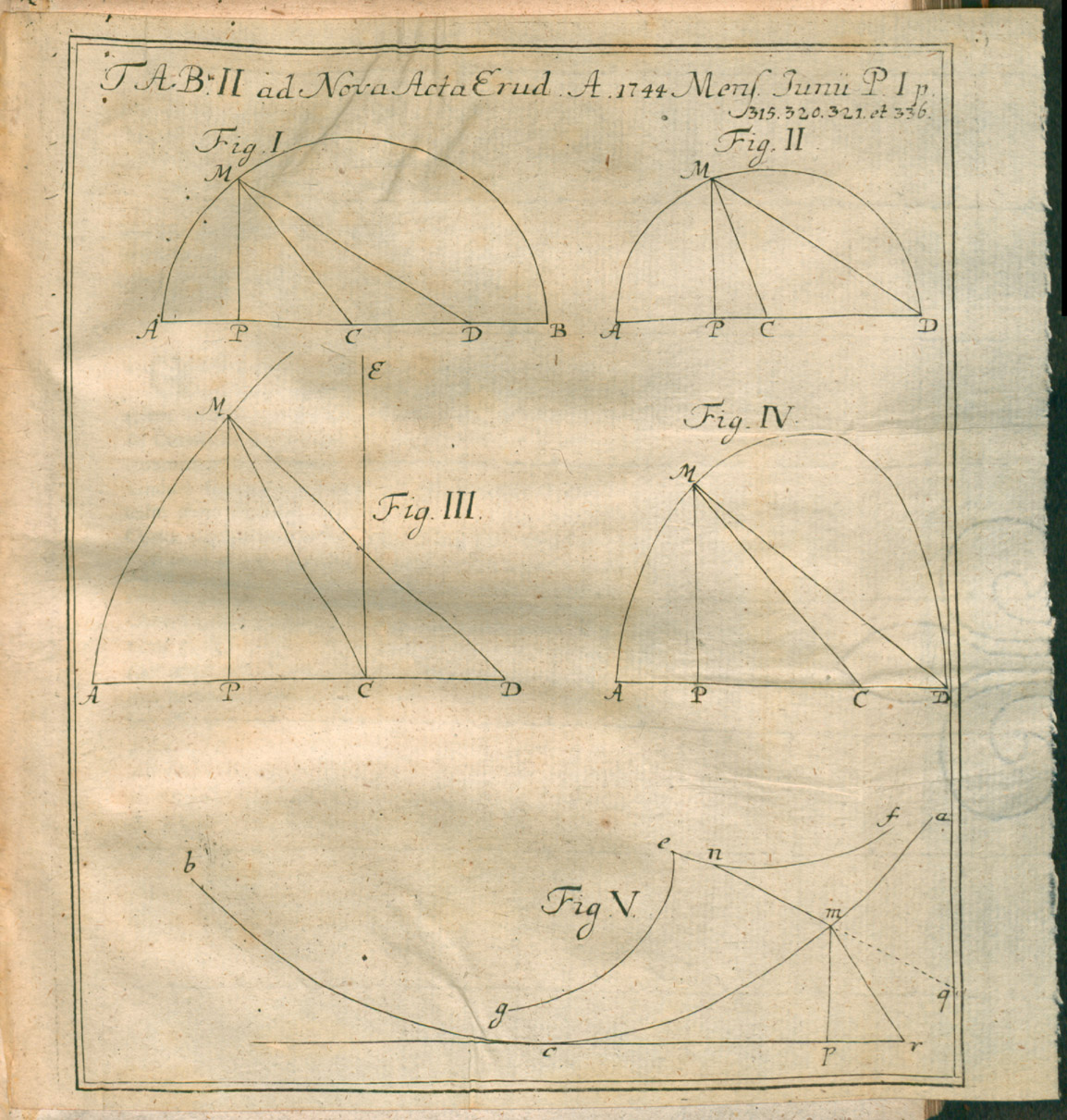
Illustració de Solutio problematis... a. 1743 propositi, (Acta eruditorum, 1744)

Euler va treballar pràcticament en totes les àrees de les matemàtiques: geometria, càlcul, trigonometria, àlgebra, teoria de nombres, a part de física contínua, teoria lunar i altres àrees de la física.
Ha sigut un dels matemàtics més prolífics de la història. La quantitat de les seves publicacions va ser contínua (una mitjana de 800 pàgines d'articles a l'any en la seva època de major publicació, entre 1727 i 1783), i una bona part de la seva obra completa està sense publicar.
La tasca de recopilació i publicació completa de les seves obres, anomenades Opera Omnia, va començar el 1911 i fins avui en dia se n'ha arribat a publicar 76 volums. El projecte inicial planejava la feina sobre 887 títols en 72 volums. Se'l considera l'ésser humà amb major nombre de treballs i articles en qualsevol camp del saber, només equiparable a Gauss. Si s'imprimissin tots els seus treballs, molts dels quals tenen una importància fonamental, ocuparien entre 60 i 80 volums. A més a més, i segons el matemàtic Hanspeter Kraft, president de la Comissió Euler de la Universitat de Basilea, no s'ha estudiat més d'un 10% dels seus escrits. Per tot això, el nom d'Euler està associat a un gran nombre de qüestions matemàtiques.

### Notació matemàtica
Euler va introduir i va popularitzar diverses convencions referents a la notació en els escrits matemàtics en els molt nombrosos i molt utilitzats llibres de text. Possiblement, el més notable va ser la introducció del concepte de funció matemàtica, i fou el primer a escriure f(x) per a fer referència a la funció f aplicada sobre l'argument x. Aquesta nova forma de notació oferia més comoditat davant dels rudimentaris mètodes de càlcul infinitesimal existents fins a la data, iniciats per Newton i Leibniz, però desenvolupats basant-se en les matemàtiques del darrer.
També va introduir la notació moderna de les funcions trigonomètriques, la lletra e com base del logaritme natural o neperià (el nombre e és conegut també com el nombre d'Euler), la lletra grega Σ com a símbol dels sumatoris i la lletra {\displaystyle i} per a fer referència a la unitat imaginària. L'ús de la lletra grega π per a fer referència al quocient entre la longitud de la circumferència i la longitud del seu diàmetre també va ser popularitzat per Euler, encara que ell no va ser el primer a utilitzar aquest símbol.

### Anàlisi
El desenvolupament del càlcul infinitesimal va ser una de les qüestions principals de la investigació matemàtica del segle xviii, i la família Bernoulli havia estat la responsable de gran part del progrés realitzat fins llavors. Gràcies a la seva influència, l'estudi del càlcul es va convertir en un dels principals objectes del treball d'Euler. Encara que algunes de les seves demostracions matemàtiques no són acceptables sota els estàndards moderns de rigor matemàtic, és cert que les seves idees van suposar grans avenços en aquest camp.

és l'únic nombre real pel valor a pel qual es compleix que el valor de la derivada de la funció f(x) = a^{x} (corba blava) en el punt x = 0 és exactament 1. En comparació es mostren les funcions 2^{x} (línia puntejada) i 4^{x} (línia discontinua), que no són tangents a la línia de pendent 1 (en vermell).

#### El nombre e
Euler va definir la constant matemàtica, coneguda com a nombre e, com aquell nombre real tal que el valor de la seva derivada (el pendent de la seva recta tangent) en la funció f(x) = ex en el punt x =& 0 és exactament 1. La funció ex s'anomena també funció exponencial i la seva funció inversa és el logaritme natural, també anomenat logaritme neperià o logaritme en base e.
El nombre e pot ser representat com un nombre real de diverses maneres: com una sèrie infinita, un producte infinit, una fracció contínua o com el límit d'una successió. La principal d'aquestes representacions, particularment en els cursos bàsics de càlcul, és com el límit:
{\displaystyle e=\lim _{n\to \infty }\left(1+{\frac {1}{n}}\right)^{n},}
i també com la sèrie:
{\displaystyle e=\sum _{n=0}^{\infty }{\frac {1}{n!}}}
A més a més, Euler és molt conegut per la seva anàlisi i la seva freqüent utilització de la sèrie de potències, és a dir, l'expressió de funcions com una suma infinita de termes com la següent:
{\displaystyle e^{x}=\sum _{n=0}^{\infty }{x^{n} \over n!}=\lim _{n\to \infty }\left({\frac {1}{0!}}+{\frac {x}{1!}}+{\frac {x^{2}}{2!}}+\cdots +{\frac {x^{n}}{n!}}\right).}
Una de les famoses troballes d'Euler va ser el descobriment de l'expansió en sèrie de potències de la funció arc tangent. El seu agosarat, segons els estàndards moderns, tècnicament incorrecte ús de les sèries de potències li va permetre resoldre el famós problema de Basilea el 1735, pel qual quedava demostrat que:
{\displaystyle \lim _{n\to \infty }\left({\frac {1}{1^{2}}}+{\frac {1}{2^{2}}}+{\frac {1}{3^{2}}}+\cdots +{\frac {1}{n^{2}}}\right)={\frac {\pi ^{2}}{6}}.}

Interpretació geomètrica de la fórmula d'Euler

Euler va introduir l'ús de la funció exponencial i dels logaritmes en les demostracions analítiques. Va descobrir formes per a expressar diverses funcions logarítmiques utilitzant sèries de potències, i va definir amb èxit logaritmes per a nombres negatius i complexos, ampliant enormement l'àmbit de l'aplicació matemàtica dels logaritmes. També va definir la funció exponencial per a nombres complexos, i va descobrir la seva relació amb les funcions trigonomètriques. Per a qualsevol nombre real φ, la fórmula d'Euler estableix que la funció exponencial complexa pot establir-se mitjançant la fórmula següent:
{\displaystyle e^{i\varphi }=\cos \varphi +i\sin \varphi .\,}
I és un cas especial de la fórmula el que es coneix com la identitat d'Euler:
{\displaystyle e^{i\pi }+1=0\,}
Aquesta fórmula va ser qualificada per Richard Feynman com a «la fórmula més important en matemàtiques», perquè relaciona les principals operacions algèbriques amb les importants constants 0, 1, {\displaystyle e}, {\displaystyle i} i π. El 1988, els lectors de la revista especialitzada Mathematical Intelligencer van votar la fórmula com «la més bella fórmula matemàtica de la història». En total, Euler va ser el responsable del descobriment de tres de les cinc primeres fórmules del resultat de l'enquesta.
A més a més, Euler va elaborar la teoria de les funcions transcendents (aquelles que no es basen en operacions algèbriques) mitjançant la introducció de la funció gamma, i va introduir un nou mètode per a resoldre les equacions de quart grau. També va descobrir una forma per a calcular integrals amb límits complexos, cosa que donaria peu a partir d'aquest descobriment, a la moderna anàlisi complexa, i va inventar el càlcul de variacions, incloent-hi dins del seu estudi el que més tard s'anomena les equacions d'Euler-Lagrange.
Euler també va ser pioner en l'ús de mètodes analítics per a resoldre problemes teòrics de caràcter numèric. Per això, Euler va unir dues branques separades de les matemàtiques per a crear un nou camp d'estudi, la teoria numericoanalítica. Per aconseguir això, Euler va crear la teoria de les sèries hipergeomètriques, les sèries q, les funcions hiperbòliques i la teoria analítica de fraccions contínues. Per exemple, va demostrar que la quantitat de nombres primers és infinita, utilitzant la divergència de la sèrie harmònica, i va utilitzar mètodes analítics per a aconseguir una major informació sobre com els nombres primers es distribueixen dins de la successió de nombres naturals. La feina d'Euler en aquesta àrea portaria ulteriorment al desenvolupament del teorema dels nombres primers.

### Teoria de nombres
L'interès d'Euler en la teoria de nombres prové de la influència de Christian Goldbach, amic seu mentre estava a l'Acadèmia de Sant Petersburg. Molts dels primers treballs d'Euler en teoria de nombres es basen en els treballs de Pierre de Fermat. Euler va desenvolupar algunes de les idees d'aquest matemàtic francès, però també va descartar algunes de les seves conjectures.
Euler va unir la naturalesa de la distribució dels nombres primers amb les seves idees de l'anàlisi matemàtica. Va demostrar la divergència de la suma dels inversos dels nombres primers i, en fer-ho, va descobrir la connexió entre la funció zeta de Riemann i els nombres primers. Això es coneix com el producte d'Euler per a la funció zeta de Riemann.
Euler també va demostrar les identitats de Newton, el petit teorema de Fermat, el teorema de Fermat sobre la suma de dos quadrats i va fer importants contribucions al teorema dels quatre quadrats de Joseph Louis Lagrange. També va definir la funció φ d'Euler que, per a tot nombre sencer positiu, quantifica el nombre d'enters positius menors o iguals a n i coprimers amb n. Més tard, utilitzant les propietats d'aquesta funció, va generalitzar el petit teorema de Fermat, també anomenat teorema d'Euler.
Va contribuir de manera significativa a la comprensió dels nombres perfectes, tema que va fascinar els matemàtics des dels temps d'Euclides, i va avançar en la investigació del que més tard es concretaria en el teorema dels nombres primers. Els dos conceptes es consideren teoremes fonamentals de la teoria de nombres, i les seves idees van posar les bases del que posteriorment faria Carl Friedrich Gauss.
L'any 1772, Euler va demostrar que 231 - 1 = 2.147.483.647 és un nombre primer de Mersenne. Aquest va ser el nombre primer més gran conegut fins a l'any 1867.

### Física i astronomia
Euler va ajudar a desenvolupar l'equació de la corba elàstica, que es va convertir en el pilar de l'enginyeria. A part d'aplicar amb èxit les seves eines analítiques als problemes de mecànica clàssica, Euler també les va aplicar sobre els problemes dels moviments dels astres celestes. La seva feina en astronomia va ser reconeguda mitjançant diversos Premis de l'Acadèmia de França al llarg de la seva carrera, i les seves aportacions en aquest camp inclouen qüestions com la determinació amb gran exactitud de les òrbites dels cometes i d'altres cossos celestes, incrementant el coneixement de la natura d'aquests, o el càlcul de la paral·laxi solar. Els seus càlculs també van contribuir al desenvolupament de longituds més exactes per a la navegació. També va publicar treballs sobre el moviment de la Lluna.
A més a més, Euler va dur a terme importants contribucions en l'àrea de l'òptica. No estava d'acord amb les teories de Newton sobre la llum, desenvolupades en la seva obra Opticks, i que eren la principal teoria en aquell moment. Els seus treballs sobre òptica desenvolupats en la dècada de 1740 van ajudar que el nou corrent que proposava una teoria de la llum en forma d'ona, proposada per Christiaan Huygens, es convertís en la teoria hegemònica. La nova teoria mantindria aquest estatus fins al desenvolupament de la teoria quàntica de la llum.
En el camp de la mecànica, Euler, en el seu tractat del 1739, va introduir explícitament els conceptes de partícula i de massa puntual i la notació vectorial per a representar la velocitat i l'acceleració, cosa que posaria les bases de tot l'estudi de la mecànica fins a Lagrange. En el camp de la mecànica del sòlid rígid, va definir els anomenats angles d'Euler o eulerians, que formen una referència euleriana per a descriure la posició, i va publicar el teorema principal del moviment, segons el qual sempre existeix un eix de rotació instantani, i la solució del moviment lliure (va aconseguir aïllar els angles en funció del temps).
En hidrodinàmica, va estudiar el flux d'un fluid ideal incompressible, detallant les equacions d'Euler de la hidrodinàmica.
Avançant-se més de cent anys a Maxwell, va preveure el fenomen de la pressió de radiació, fonamental en la teoria unificada de l'electromagnetisme. En els centenars de treballs d'Euler, es troben referències a problemes i qüestions molt avançats per al seu temps, que no estaven a l'abast de la ciència de la seva època.

### Lògica
En el camp de la lògica, s'atribueix a Euler l'ús de corbes tancades per a il·lustrar el raonament sil·logístic (1768). Aquest tipus de representacions reben el nom de diagrames d'Euler.

### Arquitectura i enginyeria
En aquest camp, Euler va desenvolupar la llei que porta el seu nom sobre el vinclament de suports verticals i va generar una nova branca de l'enginyeria amb els seus treballs sobre la càrrega crítica de les columnes.

## Creences religioses i filosòfiques
Euler i el seu amic Daniel Bernoulli s'oposaven al monisme de Leibniz i al corrent filosòfic representat per Christian Wolff. Euler insistia que el coneixement es basa en part en l'existència de lleis quantitatives precises, cosa que el monisme i les teories filosòfiques de Wolff no eren capaces de donar. Les seves tendències religioses també podien haver contribuït que li desagradessin aquest tipus de doctrines, fins al punt que va arribar a catalogar les idees de Wolff com a «paganes i atees».
Gran part del coneixement que tenim de les creences religioses d'Euler es dedueix de la seva obra Cartes a una princesa alemanya, així com d'un treball anterior anomenat Rettung der Göttlichen Offenbahrung Gegen die Einwürfe der Freygeister (en català, Defensa de la revelació divina davant les objeccions dels lliurepensadors). Aquests treballs mostren Euler com un cristià convençut que defensava la interpretació literal de la Bíblia (per exemple, la seva obra Rettung era principalment una discussió en defensa de la inspiració divina de les escriptures).

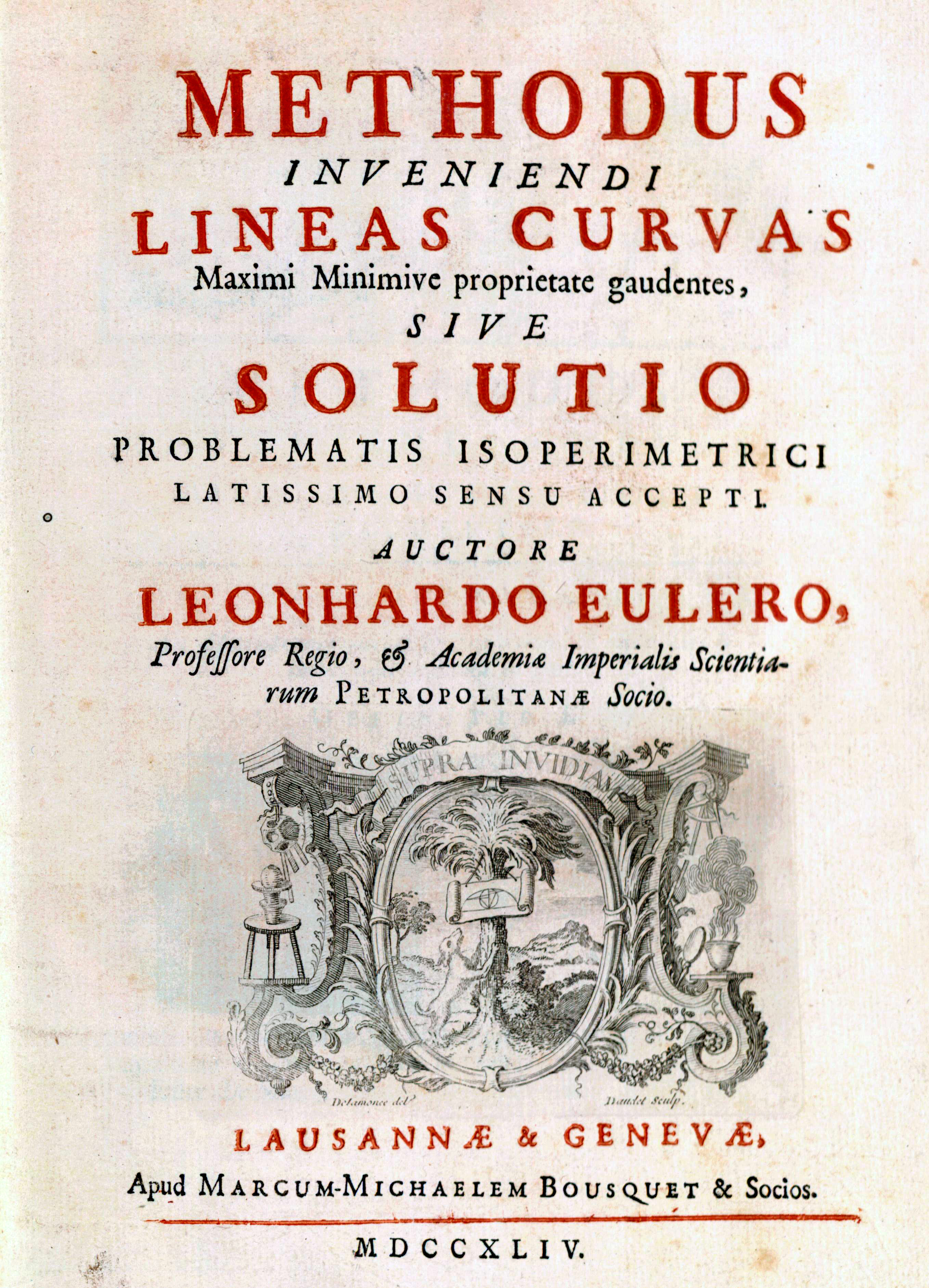
Portada de l'obra d'Euler titulada Methodus inveniendi línies corbes

## Obra
Euler té una extensíssima bibliografia; en aquesta secció, es pot trobar alguna referència sobre algunes de les seves obres més conegudes o importants.
- Mechanica, sive motus scientia analytica exposita[31] (1736)
- Tentamen novae theoriae musicae (1739)
- Solutio problematis ad geometriam situs pertinentis (1741)
- Methodus inveniendi lineas curvas maximi minimive proprietate gaudentes, sive solutio problematis isoperimetrici latissimo sensu accepti (1744).
- Introductio in Analysis Infinitrum (1748)
- Institutiones Calculi Differentialis (1765)
- Theoria motus corporum solidorum seu rigidorum (1765)
- Institutiones Calculi Integralis (1768-1770)
- Vollständige Anleitung zur Algebra[32] (1770)
- Lettres à une Princesse d'Allemagne (Cartas a una Princesa Alemana)[33] (1768-1772).

El 1911, l'Acadèmia Suïssa de les Ciències va començar la publicació d'una col·lecció definitiva dels treballs d'Euler, titulada Opera Omnia. Existeix un pla per a l'ampliació de l'obra amb la publicació de la correspondència (l'any 2008, se'n van publicar ja tres volums) i els manuscrits d'Euler, però encara no s'ha especificat cap data per a la seva edició.